# Lilla Bommen
Lilla Bommen (ook Läppstiftet (Zweeds voor "lippenstift"), Skanskaskrapan of Vattenståndet (Zweeds voor "waterpeil")) is een wolkenkrabber in de Zweedse stad Göteborg. Het gebouw heeft een hoogte van 81,3 meter, maar inclusief andere elementen boven het dak is het gebouw 86 meter hoog. Lilla Bommen heeft 23 verdiepingen en werd gebouwd tussen 1986 en 1989. Het gebouw is ontworpen door Ralph Erskine en is gebouwd in de postmoderne stijl. Lilla Bommen heeft een vloeroppervlakte van 30.300 m². Het gebouw wordt als kantoor gebruikt, maar in de bovenste verdieping is een café gevestigd.
In 1991 ontving Lilla Bommen een MIPIM Award voor "beste businesscenter".
De gevel van het gebouw raakte door het weer beschadigd. In 2013 werden de stalen platen vervangen door aluminium platen. Ook werd al het glas vervangen. Deze werkzaamheden duurden van maart tot december.